# Церква Всіх Святих (Боромля)
Церква Всіх Святих — сьомий, цвинтарний храм сотенного містечка Боромля. 

## Загальні історичні відомості
Цвинтарний мурований однопрестольний храм, споруджений на честь Всіх Святих.  
Був приписаний до Троїцького храму села Боромля. 
Церкви  будувались  за рахунок  внесків  населення та коштів  духовних управлінь.  
Великі кошти на будівництво храмів дав поміщик Влезько. У 1857 році він сам звернувся за дозволом до Харківської духовної консисторії з проханням побудувати на власні кошти кам’яну церкву (каплицю) на центральному цвинтарі. Такий дозвіл він отримав, і духовна споруда була побудована під наглядом архітектора. 
За спогадами місцевих жителів, у 1933 році церква була обікрадена. 
Церкви протягом другої половини XVII - початку XX століття відіграли велику роль у духовному житті населення. Люди йшли у храм Божий не лише спокутувати свої гріхи, а й за добрим словом та порадою. Церкви протягом тривалого часу були культурними центрами. 

## Розташування
Церква Всіх Святих була розташована на сучасному Центральному кладовищі села Боромля, поблизу автодороги Боромля – а/д Хмелівка - Великий Бобрик (О-191601), та на відстані 0,9 км від автотраси Суми — Полтава (Н12).

## Сьогодення
Храм зруйнований. 